# Jisra’el Bar-Jehuda
Jisra’el Bar-Jehuda (hebr.: ישראל בר-יהודה, ang.: Yisrael Bar-Yehuda, ur. 15 listopada 1895 w Konotopie, zm. 4 maja 1965 w kibucu Jagur) – izraelski polityk, minister spraw wewnętrznych w latach 1955–1959, minister transportu w latach 1962–1965, poseł do Knesetu w latach 1949–1965 z list Mapam i Achdut ha-Awoda.

## Życiorys
Urodził się 15 listopada 1895 w Konotopie, w Imperium Rosyjskim (obecnie Ukraina). Od młodości działał ruchu syjonistycznym. W latach 1922–1924 na zesłaniu na Syberii, skąd wydostał się dzięki wstawiennictwu żony Maksima Gorkiego.
W 1926 wyemigrował do Palestyny i działał w ruchu kibucowym. Był posłem do Zgromadzenia Reprezentantów Mandatu Palestyny. Od lat czterdziestych członek Mapam, od 1955 Achdut ha-Awoda.
W wyborach w 1949 dostał się do Knesetu i zasiadał w nim aż do śmierci w 1965. W trzecim Knesecie był zastępcą przewodniczącego parlamentu. W latach 1955–1959 minister spraw wewnętrznych, a w latach 1962–1965 minister transportu. Po jego śmierci mandat parlamentarny objął po nim Mosze Aram.
W Knesecie zasiadała także jego była żona Beba Idelson.

## Upamiętnienie
Jego imieniem nazwano lotnisko nad Morzem Martwym.